# Topoloveni
Topoloveni (în perioada interbelică, temporar Târgu Cârcinov) este un oraș în județul Argeș, Muntenia, România, format din localitatea componentă Topoloveni (reședința), și din satele Boțârcani, Crintești, Gorănești și Țigănești.
Orașul Topoloveni este situat în partea de est a județului, la o distanță de 20 de km de municipiul Pitești.
Are o populație de 10.626 locuitori.
A fost declarat oraș în 1968.

## Așezare
Orașul se află în sud-estul județului, în marginea sudică a Platoului Cândești, diviziune a Podișului Getic, pe malurile râului Cârcinov, acolo unde acesta se varsă în Argeș, de pe partea stângă a acestuia. Este străbătut de șoseaua națională DN7, care leagă Piteștiul de București. La Topoloveni, din acest drum se ramifică șoseaua județeană DJ702, care îl leagă spre nord de Priboieni, Beleți-Negrești, Dobrești, Boțești și mai departe în județul Dâmbovița de Cândești. Prin oraș trece și calea ferată București-Pitești, pe care este deservit de stația Topoloveni.
Este așezat la 19 km de Pitești pe DN 7, 23 km de Găești, 43 km de Titu, 52 km de Târgoviște pe DN 7 și DN 72 și 65 de km de București pe DN7. Orașul este așezat pe vechiul drum care lega capitala țării de municipiul București

## Relieful
Orașul se află pe Valea Râului Cârcinov, nu departe de vărsarea acestuia în Argeș, într-o zonă unde lunca Argeșului, aparținând ca unitate de relief de Câmpia Piteștilor, vine în contact cu ultimele prelungiri deluroase ale Piemontului Cândești.
Relieful este alcătuit din lunca Argeșului și din zona dealurilor subcarpatice joase. 
Subsolul conține rezerve de agregate pentru construcții. 

Localitatea este străjuită de Dealul Topoloveni, cu o utilizare dominant pomi-viticolă. 

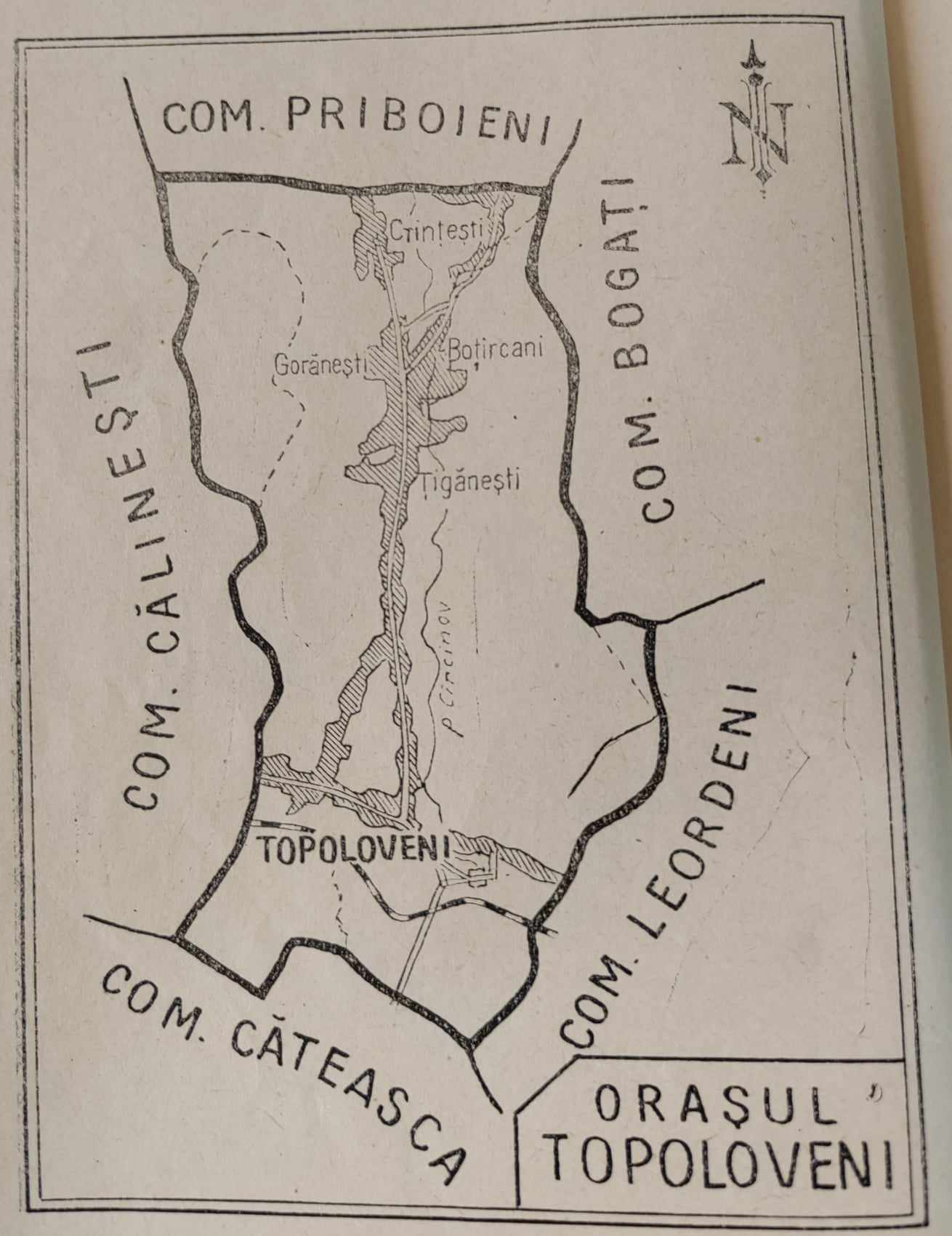
Topoloveni hartă

## Istorie
Orașul s-a dezvoltat pe locul unei vechi așezări rurale, a cărei atestare documentară datează din anul 1421, fiind menționată într-un act de danii, întocmit de voievodul Radu Prasnaglava, fiul lui Mircea cel Bătrân, pentru mănăstirea Cozia și Cotmeana.
La sfârșitul secolului al XIX-lea, Topoloveni era o comună rurală în plasa Podgoria a județului Muscel, formată din satele Topoloveni, Cârcinovu și Inurile, având în total 684 de locuitori. În comună existau o biserică și o școală înființată în 1830. La acea dată, pe teritoriul actual al orașului mai funcționa în aceeași plasă și comuna Țigănești, formată numai din satul de reședință, cu 1206 locuitori și această comună avea o biserică și o școală.
În timpul campaniilor din 1877-1878, 1916-1919 și 1941-1945, din zona orașului Topoloveni, au căzut la datorie 258 de eroi, dintre care: 2 în războiul pentru neatârnare, 152 în războiul de întregire națională(primul război mondial) și 104 în cel de reîntregire națională(al doilea război mondial). Printre eroii din campaniile 1916-1919 s-a numărat și învățătorul și folcloristul Dumitru Mihalache, fratele învățătorului și omului politic Ion Mihalache.
Anuarul Socec din 1925 consemnează comunele în aceeași plasă, comuna Țigănești având 1727 de locuitori în unicul ei sat, iar comuna Topoloveni numindu-se Târgu Cârcinov și având 1863 de locuitori în satele Cârcinovu, Goleștii Bădii, Inurile, Topoloveni și Glâmbocelu. În 1931, comuna Târgu Cârcinov a revenit la denumirea de Topoloveni.
În 1950, s-a înființat raionul Topoloveni aparținând de regiunea Pitești format din 19 comune: 6 de la Glâmbocata la Golești, 3 pe Valea Glâmbocului, 5 pe Valea Cârcinovului și una pe valea Râncăciovului plus 4 peste râul Argeș. In dec.1960 raionul Topoloveni s-a desființat și comunele au fost transferate o parte raionului Găești(14) și altă parte(5) raionului Pitești din regiunea Argeș. În 1950 comuna Țigănești a fost împărțită în două și partea de sud a trecut la com.Topoloveni, iar cea de Nord la com. Priboieni. În 1968, com. Topoloveni a înglobat tot satul Țigănești, a trecut la jud. Argeș și a fost declarată oraș. În alcătuirea sa actuală, localitatea cuprinde, pe lângă fostul sat Topoloveni și fostele sate Dealu Viilor, Goleștii Bădii, Inuri, Țigănești și Vitichești.
Topolovenii a fost declarat oraș în anul 1968.

## Monumente istorice
În orașul Topoloveni se află cinci monumente istorice de interes național. Două sunt clasificate ca monumente istorice de arhitectură: fostul schit „Din Vii” (1745, refăcut la începutul secoului al XX-lea) — ansamblu alcătuit din biserica „Adormirea Maicii Domnului” (1745), fosta școală agricolă (începutul secolului al XX-lea) și incintă (1745, refăcută la începutul secolului al XX-lea) — și biserica „Sf. Arhangheli Mihail și Gavril” (1706). Alte trei sunt monumentele memoriale sau funerare, trei cruci de piatră: două (una din 1662 și alta din 1712) aflate în curtea bisericii noi; și una, denumită „La troiță” (datând din 1647) aflată în localitatea Țigănești.
Biserica parohială cu hramul Sfinții Mihail și Gavril se află în cartierul "Inuri". A fost zidită în anul 1706. 
Biserica parohială cu hramul Adormirea Maicii Domnului se află în zona "Goleștii Badi". A fost construită în anul 1745.  
Câmp de luptă în timpul primului război mondial. În 14 noiembrie 1916 în zonă au staționat trenurile de luptăregimentare ale Diviziei 14 infanterie, în localitate s-a instalat cartierul marii unități. În urma semnalării apropierii trupelor inamice de localitatea Topoloveni, cartierul diviziei s-a retras spre orașul Găești, în zonă organizându-se o poziție de apărare de către subunități subordonate unor regimente din deviziile 13 și 14 infanterie. Luptele s-au desfășurat în ziua de 18 noiembrie 1916, încheindu-se cu ocuparea localității de către trupele germane. 
Monumentul eroilor din primul război mondial se află în curtea școlii generale din cartierul Țigănești, cu inscripția: Pe aici nu se trece! Mărășești, Oituz, Cogarcea, Pravăț, Ardeal
Placa comemorativă dedicată eroilor din primul război mondial se află pe peretele de la intrarea în Căminul cultural din Goleștii Badii. Sunt înscrise numele a 6 ofițeri și 54 de soldați care au căzut pe câmpul de luptă.   
Statuia dedicată învățătorului și omului politic și de stat Ion Mihalache se află în apropierea liceului care îi poartă numele. Este realizată din bronz și a fost inaugurată în anul 2000.    
Bustul lui Ion Mihalache află în fața liceului care îi poartă numele. A fost înaugurată în 1990.              
Monument cu temă alegorică este așezat în fața primăriei și reprezintă două perechi prinse în horă. A fost inaugurat în anul 2000 și este opera sculptorului Gheorghe Iliescu-Călinești.
În rest, alte cinci obiective din oraș sunt incluse în lista monumentelor istorice din județul Argeș ca monumente de interes local, toate clasificate ca monumente istorice de arhitectură: Hotelul, azi sediul Consum Coop (1936), ansamblul Liceului Industrial „Ion Mihalache” (1933) — alcătuit din liceu (1933) și internat (1940) — casa Ivănescu, căminul cultural (1936) și hala de carne și pește, azi restaurantul „Popasul Radului” (circa 1935).

## Economia
În anul  1951, înteprinderea pentru prelucrarea și industrializarea legumelor și fructelor Topoloveni, era o fabrică de marmeladă ca secție a IPILF Băiculești.
Economia orașului are un caracter industrial-agrar. În anul 1970, activitatea industrială se desfășura în trei unități cu un număr total de 1312 salariați: Fabrica de conserve din legume și fructe, Înteprinderea de industrie locală producătoare de lacuri și vopsele, materiale de construcții, reparații mașini, utilaje și Cooperativa meșteșugărească "Muncitoarea" specializată în producția de covoare românești, cusături naționale, tricotaje și obiecte de artizanat. 
În anul 1970, agricultura deținea o pondere importantă în economia orașului, datorită existenței unei suprafețe de teren agricol de 2143 ha. 
Dealurile din partea stângă a Argeșului, amenajate în terase, erau ocupate de vii și livezi de pomi fructiferi. 
În anul 1970 exista o fermă de producție vegetală a Înteprinderii agricole de stat Leordeni și o coperativă agricolă de producție cu o suprafață agricolă de 1272 ha din care 636 ha teren arabil. 
La începutul anului 1971, efectivul de animale cuprindea: 984 bovine, 704 porcine, 1143 ovine.
În primăvara anului 1974, Înteprinderea pentru prelucrarea și industrializarea legumelor și fructelor Topoloveni, a devenit Fabrică de conserve de sine stătătoare, având 350 de angajați. 
În anul 1988 producea, cu 520 de angajați, o gamă diversificată de conserve din legume și fructe sterilizate, pastă de roșii, fructe și legume deshidratate, sosuri picante, pastă de dovleac, sucuri naturale, conserve din legume condimentate.
Înființată în 1971, SMA Topoloveni cuprindea unele secții de mecanizare din Topoloveni, Priboieni, Bogați, Teiu, cu 100 de muncitori și 75 tractoare. 
În anul 1978, SMA Topoloveni avea 240 de mecanizatori. Tot în acest an se înființează în cadrul SMA centrul de reparații pentru motoare. 
În anul 1981 se construiește, în regie proprie, atelierul mecanic, pentru recuperarea tractoarelor și autocombinelor.
Viticultura este un important sector al economiei orașului, fiind atestat documentar faptul că la Topoloveni există o bogată tradiție în cultivarea viței-de-vie și producerea vinurilor.
Asociație viticolă Topoloveni s-a înființat în anul 1978, prin comasarea suprafețelor viticole ale CAP-urilor Topoloveni, Leordeni și Călinești.
De asemenea orașul Topoloveni este unul dintre cele mai bine industrializate orașe, având firme în diferite domenii:
- Fabrica de magiun (Celebrul magiun de Topoloveni fiind recunoscut în toată România)
- Gold Plast Production (Mare exportator al produselor de unică folosință din plastic)
- Componente Auto Topoloveni (ISB)
- Faist Componenți S.A.

## Infrastructura
Rețeaua de apă potabilă este în lungime de 24.000 m asigurând nevoile de apă potabilă din rețeaua de alimentare a S.G.C.L. pentru doar 70% din populația orașului. Restul populației se alimentează cu apă din apa subterană, captată în fântâni amplasate la distanțe de până la 200 de metri de locuință. Capacitatea pentru depozitare a apei potabile este de 1360 mc, rețeaua de aducțiune este de 8200 m, iar rețeaua de distribuție a apei este de 1600 m. Volumul de apă introdus în rețea este de 676.000 m³, iar volumul de apă distribuit este de 639.000 m³.
Rețeaua de canalizare publică se întinde pe o lungime totală simplă de 10.200 m. Nu există rețea de canalizare decât în zona centrală a localității. În strategia localității este prevazută extinderea rețelei de canalizare. 
Rețeaua de gaze naturale în lungime de 14.500 m la care sunt racordate toate cele 1892 apartamente din localitate, precum și un număr de 675 de gospodării și 20 de abonați colectivi.  În perioada următoare se dorește extinderea numărului de abonați și îmbunătățirea sistemului de alimentare cu gaze. 
Rețeua de termoficare este în lungime de 10.644 m pentru distribuție agent termic produs în centrala termică a orașului la care sunt racordate toate cele 1892 de apartamente din localitate. 
Rețeaua de telefonie fixă are un număr de 1550 abonați. În luna iunie 2001 s-a pus în funcțiune o nouă centrală telefonică digitală. 
Rețeaua de electricitate a orașului, rețeaua de joasă tensiune, are o lungime totală de 37.200 m, din care orașul propriu-zis are o lungime a rețelei de 24.000 m, iar satele aparținătoare 13.200 m. Numărul abonaților casnici: 3583, agenți economici: 393, iar agenți industriali 11. Consumul casnic reprezintă 18%, consumul realizat de agenții economici 13%, iar cel înregistrat la consumatorii industriali 69%.

## Demografie
Componența etnică a orașului Topoloveni
     Români (96,66%)
     Necunoscut (2,9%)
     Altă etnie (0,43%)
Componența confesională a orașului Topoloveni
     Ortodocși (96,67%)
     Necunoscută (2,92%)
     Altă religie (0,4%)
În anul 1970 orașul avea o populație de 6061 locuitori (2746 bărbați și 3315 femei).
La data de 1 iulie 1968, populația orașului număra 5726 de locuitori, numărul lor s-a ridicat la 1 iulie 1999 la 10305 locuitori.
Conform recensământului efectuat în 2011, populația orașului Topoloveni se ridică la 10.219 locuitori, în scădere față de recensământul anterior din 2002, când se înregistraseră 10.595 de locuitori. Majoritatea locuitorilor sunt români (96,66%). Pentru 2,91% din populație, apartenența etnică nu este cunoscută.
Din punct de vedere confesional, majoritatea locuitorilor sunt ortodocși (96,67%). Pentru 2,93% din populație, nu este cunoscută apartenența confesională.
|  | Graficele sunt indisponibile din cauza unor probleme tehnice. Mai multe informații se găsesc la Phabricator și la wiki-ul MediaWiki. |

Date: Recensăminte sau birourile de statistică - grafică realizată de Wikipedia

## Politică și administrație
Orașul Topoloveni este administrat de un primar și un consiliu local compus din 15 consilieri. Primarul, Gheorghiță Boțârcă[*], de la Partidul Social Democrat, este în funcție din 1989. Începând cu alegerile locale din 2024, consiliul local are următoarea componență pe partide politice:
|  | Partid                          | Consilieri | Componența Consiliului | Componența Consiliului | Componența Consiliului | Componența Consiliului | Componența Consiliului | Componența Consiliului | Componența Consiliului | Componența Consiliului | Componența Consiliului |
|  | ------------------------------- | ---------- | ---------------------- | ---------------------- | ---------------------- | ---------------------- | ---------------------- | ---------------------- | ---------------------- | ---------------------- | ---------------------- |
|  | Partidul Social Democrat        | 9          |                        |                        |                        |                        |                        |                        |                        |                        |                        |
|  | Partidul Național Liberal       | 3          |                        |                        |                        |                        |                        |                        |                        |                        |                        |
|  | Uniunea Salvați România         | 2          |                        |                        |                        |                        |                        |                        |                        |                        |                        |
|  | Alianța pentru Unirea Românilor | 1          |                        |                        |                        |                        |                        |                        |                        |                        |                        |

## Învățământ
Prima Școală a fost înființată în anul 1840. 
La școala construită 1901-1903, vine ca învățător Ion Mihalache (1882-1963), născut la Topoloveni, om politic, cu o vastă cultură, care dă numele actualului liceu.
În anul școlar 1958/1959 se înființează Liceul din Topoloveni care în prezent poartă numele lui Ion Mihalache.Din1970/1971, procesul de învățământ s-a desfășurat în 6 grădinițe, 3 școli generale și un liceu de cultură generală, în care erau cuprinși: 160 copii și 1349 elevi.
Liceul Industrial Topoloveni, în cei 66 ani de existență, a avut peste 2500 de absolvenți la învățământul de zi.

## Cultura
În anul 1970 funcționau: o casă de cultură, 3 biblioteci publice și un cinematograf.
La Festivalul Național Cântarea României au fost premiate: Corul mixt al Casei orășenești de cultură, Brigada artistică ISB, Brigada artistică a școlii generale, Ansamblul de cântece și dansuri al Școlii generale.
Magiunul de Topoloveni, alături de alte 1.000 de denumiri de produse protejate în baza legislației privind protecția indicațiilor geografice, figurează pe lista Comisiei Europene a denumirilor de origine și a specialităților tradiționale
Muzeul de etnografie este situat într-o clădire aflată pe Calea Bucureștiului, unde funcționează și biblioteca orășenească. Exponatele muzeului sunt specifice zonei.

### Evenimente anuale
În Topoloveni au loc anumite evenimente anuale:
- 24 ianuarie - Aniversarea Unirii Principatelor Române
- 1, 8 martie - Activități cultural-artistice
- Iulie - Tabără de pictură
- August - Festivalul Internațional de Folclor "Carpați"
- 25 octombrie - Vinăritul la Topoloveni și Focul lui Sumedru
- 1 decembrie - Manifestări cu prilejul Zilei Naționale a Românie

## Personalități
- Ion Mihalache (1882–1963), om politic
- Tita Bărbulescu (15.02.1936 - 04.12.2021), interpretă de muzică populară românească
- Ion Ionescu (6.04.1922 - 17.07.2004), preot, promotor al muzicii corale în zona Topoloveniului.